# Futterinsekt
Futterinsekten sind bestimmte Insektenarten, die als Futtertiere für insektenfressende Heimtiere, vor allem im Bereich der Terraristik und Aquaristik, sowie als Futterzutat (Insektenmehl) für Heimtier- und Nutztier-Futtermittel gezüchtet werden.

## Futterinsekten für Heimtiere

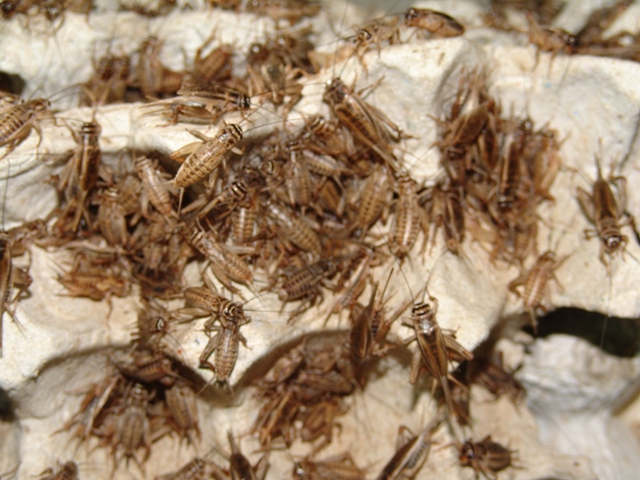
Zucht von Grillen

Bestimmte Heimtiere wie Reptilien und Amphibien erhalten meist Lebendfutter in Form von Futterinsekten, die über Zoofachgeschäfte vertrieben werden. Gängige Futterinsekten sind Grillenarten wie Heimchen, Kurzflügelgrillen oder Mittelmeergrillen sowie Schwarzkäferlarven wie Mehlwürmer, Buffalowürmer oder Zophobas-Larven. Auch als Hundefutter und Katzenfutter werden inzwischen insektenbasierte Produkte (Heimtierfutter auf Insektenbasis) angeboten.

## Futterinsekten für Nutztiere

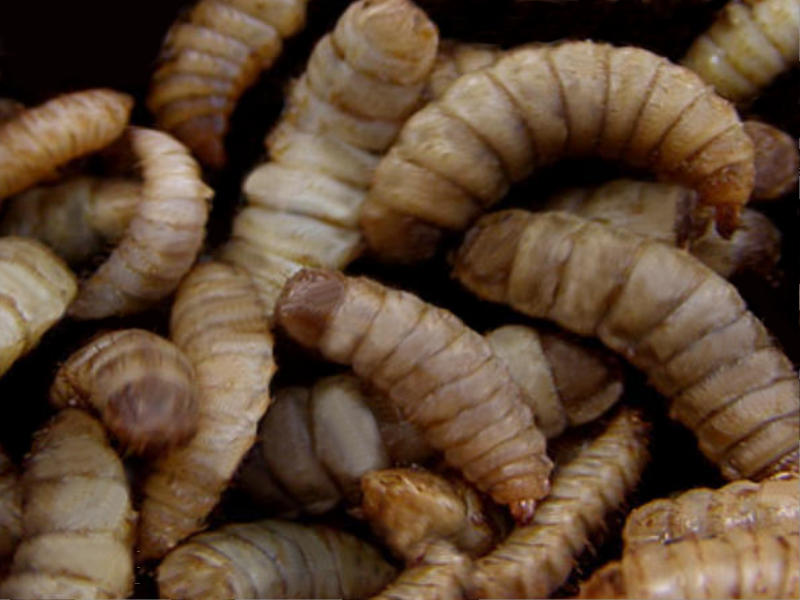
Larven der Soldatenfliege

Aufgrund ihrer Nährwerte, insbesondere des hohen Proteingehalts, kommen verschiedene Insektenarten als Futter für die industrielle Tiermast und Aquakulturen in Betracht. Eine insektenbasierte Ernährung für Nutztiere wurde wissenschaftlich für Schweine, Geflügel und Speisefische untersucht. Futterinsekten können hier ausreichend Proteine und Aminosäuren liefern, weshalb die Möglichkeit des Ersatzes von Sojamehl und Maismehl aus extensivem Anbau durch Insektenmehl für die Nutztieraufzucht und Tiermast diskutiert wird. Gleichzeitig bestehen Herausforderungen und Nachteile im Vergleich zu etablierten Futtermitteln bezüglich Performanz und Wachstum. Futterinsekten werden rechtlich als Nutztiere angesehen, daher dürfen sie kein Futter aus Wiederkäuer-Proteinen, Küchen- und Speiseabfällen, Fleisch- und Knochenmehl sowie Gülle erhalten.
Mit Blick auf Umwelt- und Ressourcenschonung sowie Futtermittel- und Ernährungssicherung angesichts einer wachsenden Weltbevölkerung, hat auch die UN-Ernährungsbehörde FAO (Food and Agriculture Organization) dazu aufgerufen, vermehrt auf Futterinsekten für die Futtermittelherstellung zu setzen.

### Futterinsekten in der Aquakultur
In der EU ist seit dem 1. Juli 2017 die Verwendung von sieben Insektenarten als Futter in Aquakulturen zugelassen:
- Schwarze Soldatenfliege (Hermetia illucens),
- Stubenfliege (Musca domestica),
- Mehlkäfer (Tenebrio molitor),
- Glänzendschwarzer Getreideschimmelkäfer (Alphitobius diaperinus),
- Heimchen (Acheta domesticus),
- Kurzflügelgrille (Gryllodes sigillatus) sowie
- Steppengrille (Gryllus assimilis).

Die Aufnahme von Schwarzen Soldatenfliegen in die Fütterung von Speisefischen hatte positive Ergebnisse und zeigte keine Unterschiede bezüglich Geschmack oder Textur der Fische.

### Futterinsekten für Schweine und Geflügel
Am 17. August 2021 nahm die EU-Kommission den Beschluss zur Änderung der Verordnung über das Verfütterungsverbot an (EU-Verordnung 2021/1372). Dadurch wird die Verwendung bestimmter tierischer Proteine zur Verfütterung an nicht wiederkäuende Nutztieren wie Schweine und Geflügel erlaubt. Darunter fällt auch Protein, das aus Insekten gewonnen wurde. Die Änderung trat am 7. September 2021 in Kraft.